# Indotyphlus
Indotyphlus – rodzaj płazów beznogich z rodziny Grandisoniidae.

## Rozmieszczenie geograficzne
Rodzaj obejmuje gatunki występujące w Okha w stanie Gudźarat na południe do Pune w stanie Maharasztra i Tangasseri w stanie Kerala w Indiach.

## Systematyka
Rodzaj zdefiniował w 1960 roku amerykański herpetolog Edward Harrison Taylor w artykule zatytułowanym Nowy rodzaj płazów beznogich Indii, opublikowanym w czasopiśmie „University of Kansas Science Bulletin”. Gatunkiem typowym jest (oryginalne oznaczenie) I. battersbyi.

### Etymologia
Indotyphlus: łac. India ‘Indie’; gr. τυφλος tuphlos ‘ślepy’.

### Podział systematyczny
Do rodzaju należą następujące gatunki:
- Indotyphlus battersbyi Taylor, 1960
- Indotyphlus maharashtraensis Giri, Wilkinson & Gower, 2004